# 1943 ミッドウェイ海戦
『1943 ミッドウェイ海戦』（いちきゅうよんさん ミッドウェイかいせん）は、カプコンが開発し、1987年6月に稼働したアーケード用縦スクロールシューティングゲーム。『1942』（1984年）に続く「19シリーズ」第2弾。
1988年には欧米にて各種ホビーパソコンに移植されたほか、家庭用ゲーム機にも移植された（#移植版）。また1988年6月には、マイナーチェンジバージョンであるアーケードゲーム『1943改』（いちきゅうよんさんかい）が稼働した。

## システム
太平洋戦争におけるミッドウェー海戦を舞台に、アメリカ軍の陸軍戦闘機P-38ライトニングを操作し、日本海軍に戦いを挑むというストーリーの作品である。前作『1942』（1984年）から引き継いだ宙返りやサイドファイターに加えて、エネルギー制、時限制の多彩な武装、緊急回避システム「メガクラッシュ」といった新システムが数多く追加されている。
- 8方向レバー（移動）と2つのボタン（攻撃、メガクラッシュ）で自機を操作する。全16面の1周で終了、2人同時プレイ可能。
- アイテムを取ることなどにより、6種類のショットを使い分けてゲームを進める。特殊ショットには、使用時間に制限が設けられている。
- メガクラッシュはエネルギーを消費して画面全体の敵弾を消滅・敵を攻撃する特殊攻撃。メガクラッシュの内容には3種類のパターンがあり、使用した時の敵弾との距離、およびステージの種類によって変化する。
- 両ボタンを同時に押すと宙返りを行い、一定時間無敵になる。回数制限あり。
- 本作は残機制ではなく、エネルギー制を採用している。エネルギーは、時間経過、敵機や敵弾への衝突、メガクラッシュの使用によって減少し、敵の攻撃を受けてエネルギーが0未満になるとゲームオーバーとなる（時間経過やメガクラッシュの使用でエネルギーが0になってもゲームオーバーにはならない）。
- エネルギーはゲーム開始時は64。各ステージ開始前に補給され、ステージ中はアイテムによって補給する。2人同時プレイ時は、もう一人のプレイヤー機と重なることでエネルギーを分け合うこともできる。また、3面クリアごとに最大エネルギーが8増える。
- 敵弾を受けると、自機は一瞬操作不能となる。敵機との接触した時のダメージは敵弾より格段に大きく、大型機になると一回衝突しただけでゲームオーバーとなることもある。
- ゲームオーバーとなっても追加クレジットでコンティニュー可能だが、最終面に限っては不可となっている（日本版のみ）。
- ステージは、空中戦の前半部と、ボス戦の後半部で構成されている。空中戦を終えると目標発見のメッセージが表示され、海上での敵艦隊との戦闘に突入。最後に旗艦（ボス）を撃破（破壊率70%以上を達成）するとステージクリアとなる。破壊率が及ばず撃破に失敗した場合は作戦失敗となり、ボス戦を最初からやり直すことになる。
- 亜也虎及び、大飛龍以外のステージでは二度、作戦を失敗するとそのまま自動的に次のステージへと進むが、最終ステージである大和のみ、作戦を成功するまで何度でもやり直しになる。
- ボスが亜也虎、大飛龍といった航空機の場合は、メッセージ・艦隊戦なしで即座にボス戦に移行する。亜也虎のみ、撃墜する時間が長くなるほど破壊率が低くなる。

## 通常アイテム
特定の敵編隊を倒すことにより出現。ショットを撃ち込むことによって、種類が次々と変化する。武器アイテムを1個取るごとに20秒使用時間が加算され、最大64秒まで使用時間が延びる。
POW
エネルギーが8目盛回復する。
ショットガン（SHOTGUN）
5発の弾丸を自機前方に扇状に発射する。敵弾を相殺できるが、発射した弾が画面内から全て消えるまで次の弾が撃てず射程も短い。続けてもう一つ取ることで射程と弾のサイズ、連射性が増すが、威力は変わらない。サイドファイター装備時は発射数が7発になる。
3ウェイ（3-WAY）
自機前方と斜め左右2方向、計3方向に同時に弾丸を発射する。広範囲の敵機を掃討することができ、接近して複数の弾丸を同時に当てることで大型機にも大きなダメージを与えられるなど、汎用性が高い。唯一、サイドファイター装備時にパワーアップしない。
マシンガン（AUTO）
前方に速度の速い弾丸を撃ち出す。1回につき8連射し、ボタン押しっぱなしで一定時間連射が繰り返される。サイドファイター装備時は2発同時に撃ち出す。
スーパーシェル（SHELL）
前方に威力の高いミサイルを発射する。ボタン押しっぱなしで一定時間連射され、ザコ敵を貫通する。弾速がやや遅く、当たり判定も小さい。サイドファイター装備時は2発同時に撃ち出す。
通常アイテムはショットを撃ち込むことにより以上の順番で変化するが、3周させるとエネルギータンクになる。最初から特定の武器アイテムが出現する場合もある。

## 特殊アイテム
特定の敵を倒す、もしくは特定の地点を撃ち込むことにより出現。
サイドファイター
自機の左右に小型戦闘機がつき、ショットがパワーアップする。サイドファイターはダメージを受けると赤く点滅し、さらに受けると破壊される。既にサイドファイターを装備している場合はサイドファイターのダメージを回復することができる。
エネルギータンク
エネルギーが24目盛回復する。
弥七
風車の形をしたマスコット。エネルギーが全部回復する。
佐吉
星の形をしたマスコット。武器の使用制限時間が最大まで回復する。
ウェイトレーザー（LASER）
自機前方に敵を貫通するレーザーを発射する。招き猫のマスコットを取ることで使用可能。破壊力は絶大で、ボス以外の全ての敵を一撃で破壊し、ボスさえも数発で倒せてしまう。ただし、サイドファイターを装着しても、それ以上パワーアップしない上に、次のステージに持ち越すこともできない。
この他にも、イチゴやタケノコなど、様々な得点アイテムが登場する。得点アイテムの中には特定の地点を通過することで出現するものもある。

## その他
- 各ステージ開始時、敵旗艦名が表示され空母が画面下に下がる瞬間に特定のコマンドを入れていると、特定の武器を装備した状態でステージが開始される。コマンドは各面で異なり、1プレイヤー側と2プレイヤー側でも異なる。レーザーを装備した場合、武器の制限時間がなくなり、他の武器に変更しない限りレーザーを使い続けることができる。
- 旗艦の破壊率を100%にすると、艦橋が爆発し破片が4個飛び散る。この破片を破壊すると、1個につき10,000点が得られる（自機がこの破片に当たると大ダメージを受ける）。さらに、艦橋爆発時にモビちゃんが逃げ出していくことがあり、これを撃つと100,000点が得られる。
- 旗艦の艦橋が爆発し破片が4個飛び散る一瞬の後に、さらに4個の破片を出す点数稼ぎテクニックがある。
- 敵船発見時に、米軍機が電文を送るモールス符号の効果音とともに、和訳も「ワレ、敵艦隊発見セリ」と電文調で表示される。

## ステージ構成
本作の特徴として、敵ボスキャラクターに実在した日本海軍の軍艦の名前が使われている。以下その名前を列挙（史実のミッドウェー海戦に参加していない艦艇も含まれている）。
- ステージ1：利根
- ステージ2：加賀
- ステージ3：亜也虎I（超大型爆撃機、連山）
- ステージ4：扶桑
- ステージ5：赤城
- ステージ6：大飛龍（大型爆撃機編隊、飛龍）
- ステージ7：伊勢（航空戦艦）
- ステージ8：飛龍
- ステージ9：亜也虎II（超大型爆撃機、オリジナル）
- ステージ10：陸奥
- ステージ11：大飛龍（大型爆撃機編隊、飛龍）
- ステージ12：山城
- ステージ13：蒼龍
- ステージ14：亜也虎III（超大型爆撃機、富嶽）
- ステージ15：長門
- ステージ16：大和

## 移植版
| No. | タイトル                                                                            | 発売日                                     | 対応機種                                            | 開発元            | 発売元   | メディア                             | 型式                                  | 備考                                              |
| --- | ----------------------------------------------------------------------------------- | ------------------------------------------ | --------------------------------------------------- | ----------------- | -------- | ------------------------------------ | ------------------------------------- | ------------------------------------------------- |
| 1   | 1943: The Battle of Midway                                                          | 1988年                                     | Amiga Amstrad CPC Atari ST コモドール64 ZX Spectrum | Probe Software    | GO!      | フロッピーディスク                   | -                                     | 北米ではコモドール64版のみ発売                    |
| 2   | 1943 - The Battle of Midway 1943 - The Battle of Valhalla                           | 1988年6月20日 1988年10月                   | ファミリーコンピュータ                              | カプコン第3企画室 | カプコン | 1メガビット+64キロビットロムカセット | NES-43-USA CAP-43                     |                                                   |
| 3   | カプコンジェネレーション 第1集 撃墜王の時代 Capcom Generations 1 - Wings of Destiny | 1998年8月27日 1999年9月3日                 | セガサターン PlayStation                            | カプコン          | カプコン | CD-ROM                               | SS: T-1232G PS: SLPS-01535 SLES-01881 | アーケード版の移植 セガサターン版は日本のみの発売 |
| 4   | 1943                                                                                | 2002年5月24日                              | mova504iシリーズ専用 （iアプリ）                    | カプコン          | カプコン | ダウンロード （カプコンパーティ）    | -                                     |                                                   |
| 5   | Capcom Arcade Hits Vol. 2                                                           | 2003年                                     | Windows                                             | カプコン          | カプコン | CD-ROM                               | -                                     | アーケード版の移植                                |
| 6   | カプコン クラシックス コレクション                                                  | 2005年9月27日 2005年11月18日 2006年3月2日  | Xbox PlayStation 2                                  | カプコン          | カプコン | DVD-ROM                              | PS2: SLUS-21316 SLES-53661 SLPM-66317 | アーケード版の移植 Xbox版は日本未発売             |
| 7   | 1943 ミッドウェイ海戦                                                               | 2006年5月25日                              | W3x、W2xシリーズ、PENCK （EZアプリ）                | カプコン          | カプコン | ダウンロード （クラブ☆カプコン）     | -                                     |                                                   |
| 8   | カプコン クラシックス コレクション                                                  | 2006年9月7日 2006年10月24日 2006年11月10日 | PlayStation Portable                                | カプコン          | カプコン | UMD                                  | ULJM-05104 ULUS-10134 ULES-00377      | アーケード版の移植                                |
| 9   | カプコンアーケード                                                                  | INT 2010年11月4日                          | iPhone、iPod touch (iOS)                            | カプコン          | カプコン | ダウンロード                         | -                                     | アーケード版の移植                                |
| 10  | カプコンアーケードキャビネット                                                      | 2013年2月19日 2013年2月20日                | PlayStation 3 (PlayStation Network)                 | カプコン          | カプコン | ダウンロード                         | -                                     | アーケード版の移植                                |
| 11  | カプコンアーケードキャビネット                                                      | INT 2013年2月20日                          | Xbox 360 (Xbox Live Arcade)                         | カプコン          | カプコン | ダウンロード                         | -                                     | アーケード版の移植                                |
| 12  | カプコンアーケードスタジアム                                                        | INT 2021年2月18日                          | Nintendo Switch                                     |                   | カプコン | ダウンロード                         | -                                     | アーケード版の移植 無料で提供                     |
| 13  | カプコンアーケードスタジアム                                                        | INT 2021年5月25日                          | PlayStation 4 Xbox One PC(Steam)                    |                   | カプコン | ダウンロード                         | -                                     | アーケード版の移植 無料で提供                     |

ファミリーコンピュータ版
全24面。アーケード版の完全移植ではなく、「2人協力プレイが削られた」「パスワード入力により途中スタート可能」「溜め撃ちでレーザーが発射可能」「自機の性能を、自由にカスタマイズできるようになっていたりする」など、オリジナルの要素が多く組み込まれたアレンジ移植となっている。
本来日本軍は敵役のため、移植版では敵旗艦の名前を「トウタク」「リョフ」といった『三国志』に登場する武将名に変更されている。登場する機体も敵・味方ともに国籍がわかりづらいデザインに変更されており、ミッドウェイ海戦というサブタイトルも「THE BATTLE OF VALHALLA」に差し替えられている（パッケージ表記のみ）。なお、この変更は後述の右翼団体からの抗議によるものとされる。
また、夕暮れや夜のステージがあったり、武器のバランスの見直しやレーザーの標準武器化など、一部『1943改』に通じる要素がある。
PlayStation版、セガサターン版
『1942』『1943改』と共に『カプコンジェネレーション 第1集 〜撃墜王の時代〜』に収録。
携帯電話版
全6ステージ構成で利根、大飛龍、加賀、扶桑、亜也虎、大和と主だった特徴のあるステージが選ばれている。また、敵の攻撃に当たらない限りはエネルギーが減らなくなった。
PlayStation 2版、PlayStation Portable版
『1942』『1943改』他19本のゲームと共に『カプコン クラシックス コレクション』に収録。

## スタッフ
- ゲーム・デザイン：船水紀孝、DECHIKUN、岡本吉起
- プロデューサー：KIHAJI.O（岡本吉起）
- キャラクター・デザイン：SATO CHIN、MIKI CHAN（城戸美樹）、KAWAMOYAN（河本憲孝）、AHO NO SAKATA
- 音楽：JUNGLE KUMI（山鹿久美）
- ハードウェア：PANCHI KUBOZOO（くぼぞのたかし）、JUMBO SAITO
- スペシャル・サンクス：SHINSHUUDON、KOKUSHO SAYURI（新谷さゆり）、NANNO YAMAUCHI（やまうちとしひろ）、PHAZER TAE 250R（小松多恵）、PIIHYARA YUMI、JOGGING、NEW FACE ICHIGO
- プログラム：BLBON

## 評価
アーケード版
ゲーム誌『ゲーメスト』（新声社）誌上で行われた「第1回ゲーメスト大賞」（1987年度）において大賞9位を獲得、その他にテーブルゲームベストインカムで2位、ベストエンディング賞で10位を獲得した。
ファミリーコンピュータ版
ゲーム誌『ファミコン通信』の「クロスレビュー」では合計27点（満40点）、『ファミリーコンピュータMagazine』の読者投票による「ゲーム通信簿」での評価は以下の通り20.14点（満30点）となっている。同誌1991年5月10日号特別付録の「ファミコンロムカセット オールカタログ」では、「自機の能力設定ができるのがうれしい。武器のグレードアップしており、シューティングの醍醐味を満喫できる」と肯定的なコメントで紹介されている。
| 項目 | キャラクタ | 音楽 | 操作性 | 熱中度 | お買得度 | オリジナリティ | 総合  |
| 得点 | 3.28       | 3.39 | 3.50   | 3.63   | 3.24     | 3.10           | 20.14 |

## 抗議
本作に対しては右翼から抗議がなされた。本作のプロデューサーの岡本が自身のYouTubeチャンネルで述べたところによると、実在する旧日本軍の戦艦などをアメリカ機で攻撃するゲーム内容に対して、「靖国に眠る精霊たちにお前たちはなんと声をかけるのか」と抗議されたという。動画において岡本は「僕らからすると結構重かった」「確かに言われてみれば、日本軍をやっつけるゲームを日本人がわざわざ作るのはどうなのかというところはある」「当時の僕はまだそこに考えが及ばなかった」と述べる一方で、そのようなゲーム内容にした理由として、ゲームとして戦争に勝った側を主役にしたほうがよいことと、海外で売りたかったことを挙げている。無事に発売に至ったことから、カプコンがなんらかの対処をして問題を収めたのだろうとしながらも、具体的にどのような対処をしたかには岡本は当時若かったので関知していないとしている。その後このシリーズの続編がしばらく途絶えたことと、岡本がシリーズの担当から外れたこととにはこの抗議が影響していることを動画では示唆している。ファミコン移植版では、登場する戦艦が実在のものから『三国志』の部将の名のついた架空のものに差し替えられた。